# 奧馬里·艾德列治
奧馬里·艾德列治，（英語：Omari Aldridge，1984年2月6日—），聖文森特和格林納丁斯职业足球运动员，现效力卡沙。

## 球會生涯
出生於加拿大的他，他曾效力聖弗朗西斯大學及鮑林格林獵鷹。2008年2月他加盟北京宏登。

## 國際賽生涯
他首次替聖文森特和格林納丁斯國家隊是於2008年1月一場友賽對圭亞那，兩星期後，他再次代表國家隊出戰對格林納達的一場友賽。

## 連結
- Player profile[永久] - BG Falcons